# المجمع المغلق 1513
المجمع المغلق 1513 هو المجمع الموكول بانتخاب بابا الكنيسة الكاثوليكية الجديد بعد استقالة البابا. انعقد مجمع الكرادلة لانتخاب البابا الجديد بدءًا من
3 مارس 1513 وانتهى في 4 مارس 1513. انتُخبَ ليو العاشر ليكون البابا الجديد للكنيسة.
عُقدَ المجمع في الدولة البابوية في 1513.